# 雷荣天
雷荣天（1915年10月—2001年10月13日），男，山西孝义人，中华人民共和国政治人物，曾任地质部部长助理兼三局局长、第二机械工业部副部长，第六、七届全国政协委员。